# Microsoft Lumia 650
De Microsoft Lumia 650 is een smartphone van het Amerikaanse bedrijf Microsoft Mobile Oy. Het is Microsofts low-end midrangetoestel met Windows 10 Mobile. De Lumia 650 is de laatste die aangekondigd werd. Daarna werd door Microsoft besloten te stoppen met het maken van Lumia smartphones en de mobiele divisie terug te schroeven.
De Lumia 650 was beschikbaar in twee verschillende kleuren. De witte variant heeft een witte voorkant, de zwarte variant heeft een zwate voorkant.

## Root access
In 2015 werd er door ethisch hacker Rene Lergner, beter bekend onder alias Heathcliff74, een hack ontwikkeld waardoor tweede generatie Lumia's met Windows Phone 8 konden worden geroot. Deze versie was nog niet compatibel met de Lumia Icon en Lumia 1520. Ook nieuwere Lumia's werkten niet. Via een applicatie genaamd Windows Phone Internals kon de bootloader worden ontgrendeld en werd het dus mogelijk om niet-geautoriseerde code uit te voeren. De ontdekkingen werden goed ontvangen door anderen, zo konden er aanpassingen gemaakt worden. Begin 2018 werd versie 2 uitgebracht die ook werkte met Windows 10 Mobile en de nieuwere Lumia's. Deze versie werd later open source.

## Specificaties
| Modellen                 | Modellen                      | Lumia 650                               |
| Introductie              | Introductie                   | 15 februari 2016                        |
| Originele OS versie      | Originele OS versie           | Windows 10 Mobile {1511}                |
| Hoogste OS versie        | Officieel                     | Windows 10 Mobile (1709)                |
| Hoogste OS versie        | Insider previews              | Windows 10 Mobile (1709)                |
| Productie codenaam       | Productie codenaam            | RM-1150/1152/1153/1154                  |
| Specificaties            | Specificaties                 | Lumia 650                               |
| Afmetingen               | hoogte                        | 142 mm                                  |
| Afmetingen               | breedte                       | 70,9 mm                                 |
| Afmetingen               | dikte                         | 6,9 mm                                  |
| Gewicht (g)              | Gewicht (g)                   | 122 g                                   |
| Volume (cm3)             | Volume (cm3)                  | 69 cm3                                  |
| Kleuren achterkant       |                               |                                         |
| Kleuren voorkant         |                               |                                         |
| Verwijderbare achterkant | Verwijderbare achterkant      | Ja                                      |
| Scherm                   | Scherm                        | Lumia 650                               |
| Diagonaal (inch)         | Diagonaal (inch)              | 5,0" (12,70 cm)                         |
| Resolutie (pixels)       | Resolutie (pixels)            | 720×1280                                |
| Pixel dichtheid (ppi)    | Pixel dichtheid (ppi)         | 297                                     |
| Schermafmetingen         | hoogte                        | 109,0 mm                                |
| Schermafmetingen         | breedte                       | 62,0 mm                                 |
| Screen-to-body-ratio     | Screen-to-body-ratio          | 66,95%                                  |
| Kleurweergave            | Kleurdiepte                   | TrueColor 24-bit (16777216 kleuren)     |
| Kleurweergave            | DCI-P3-kleurruimte            | Nee                                     |
| ClearBlack polarizer     | ClearBlack polarizer          | Ja                                      |
| Glance scherm            | Glance scherm                 | Ja                                      |
| Gorilla Glass            | Gorilla Glass                 | Gorilla Glass 3                         |
| On-screen taakbalk       | On-screen taakbalk            | Ja                                      |
| Super Sensitive Touch    | Super Sensitive Touch         | Nee                                     |
| Technologie              | Technologie                   | OLED                                    |
| Verversingssnelheid      | Verversingssnelheid           | 60 Hz                                   |
| Geheugen/Processor       | Geheugen/Processor            | Lumia 650                               |
| RAM                      | RAM                           | 1 GB                                    |
| Opslag                   | Opslag                        | 16 GB                                   |
| Uitbreidbaar             | Uitbreidbaar                  | microSD, tot 256 GB                     |
| Processor                | System-on-a-chip              | Qualcomm Snapdragon 212 MSM8909 v2      |
| Processor                | Bit                           | 32 bit                                  |
| Processor                | Cores                         | Quad core                               |
| Processor                | Productie-procedé             | 28 nm                                   |
| Processor                | ARM-instructieset             | v7                                      |
| Processor                | Kloksnelheid per core (GHz)   | 1,3                                     |
| GPU                      | GPU                           | Adreno 304                              |
| Connectiviteit           | Connectiviteit                | Lumia 650                               |
| Netwerken                | GSM                           | 850/900/1800/1900                       |
| Netwerken                | UMTS                          | Band 1/2/4/5/8                          |
| Netwerken                | LTE Advanced                  | Band 1/2/3/4/5/7/8/12/20/28/38/39/40/41 |
| Bluetooth                | Bluetooth                     | 4.1                                     |
| Wifi                     | Wifi                          | b/g/n                                   |
| NFC                      | NFC                           | Ja                                      |
| Gps                      | Gps                           | Ja                                      |
| GLONASS                  | GLONASS                       | Ja                                      |
| Sim                      | Aantal Sims                   | 1 of 2                                  |
| Sim                      | Grootte                       | Nano-Sim                                |
| Connectoren              | Audio                         | 3,5mm audio jack                        |
| Connectoren              | Opladen/Gegevensoverdracht    | USB Micro-B 2.0                         |
| Connectoren              | Video                         | Nee                                     |
| FM Radio                 | FM Radio                      | Ja                                      |
| Miracast                 | Miracast                      | Ja                                      |
| Digitale TV              | Digitale TV                   | Nee                                     |
| Continuum                | Continuum                     | Nee                                     |
| Batterij                 | Batterij                      | Lumia 650                               |
| Capaciteit (mAh)         | Capaciteit (mAh)              | 2000                                    |
| Model                    | Model                         | BV-T3G 3,8V                             |
| Verwijderbaar            | Verwijderbaar                 | Ja                                      |
| Qi draadloos opladen     | Qi draadloos opladen          | Nee                                     |
| Batterijvermogen (uur)   | Standby                       | 624                                     |
| Batterijvermogen (uur)   | Muziek playback               | n/a                                     |
| Batterijvermogen (uur)   | Video playback                | n/a                                     |
| Batterijvermogen (uur)   | Video opname                  | n/a                                     |
| Batterijvermogen (uur)   | Wifi netwerk browsen          | n/a                                     |
| Batterijvermogen (uur)   | 3G netwerk browsen            | n/a                                     |
| Batterijvermogen (uur)   | Beltijd (2G)                  | 16                                      |
| Batterijvermogen (uur)   | Beltijd (3G)                  | 13                                      |
| Batterijvermogen (uur)   | Beltijd (4G)                  | 16                                      |
| Technologie              | Technologie                   | Lithium-ion                             |
| Camera                   | Camera                        | Lumia 650                               |
| Camera aan de voorzijde  | Apertuur                      | ƒ/2,2                                   |
| Camera aan de voorzijde  | Megapixel                     | 5                                       |
| Camera aan de voorzijde  | Videoresolutie                | HD (720×1280) in 30 fps                 |
| Hoofdcamera              | Autofocus                     | Ja                                      |
| Hoofdcamera              | Apertuur                      | ƒ/2,2                                   |
| Hoofdcamera              | 35mm equivalent (mm)          | 28 mm                                   |
| Hoofdcamera              | Megapixel                     | 8,0                                     |
| Hoofdcamera              | Sensorgrootte (inch)          | 1/3,4 (7,47 mm)                         |
| Hoofdcamera              | Videoresolutie                | HD (720×1280) in 30 fps                 |
| Hoofdcamera              | Carl Zeiss Optics             | Nee                                     |
| Hoofdcamera              | Zoom                          | 2×                                      |
| Hoofdcamera              | Flits                         | Ja                                      |
| Hoofdcamera              | Optische beeldstabilisatie    | Nee                                     |
| Hoofdcamera              | Cameraknop                    | Nee                                     |
| Hoofdcamera              | Digital Negative image format | Nee                                     |
| Sensoren                 | Sensoren                      | Lumia 650                               |
| Windows Hello            | Vingerafdruk Scanner          | Nee                                     |
| Windows Hello            | Infrarood Iris Scanner        | Nee                                     |
| Microfoons               | Microfoons                    | 2                                       |
| Cortana                  | Cortana ondersteuning         | Ja                                      |
| Cortana                  | “Hey Cortana” oproep          | Via tweak                               |
| Accelerometer            | Accelerometer                 | Ja                                      |
| Omgevingslichtdetector   | Omgevingslichtdetector        | Ja                                      |
| Nabijheidssensor         | Nabijheidssensor              | Ja                                      |
| Magnetometer             | Magnetometer                  | Nee                                     |
| Gyroscoop                | Gyroscoop                     | Nee                                     |
| Barometer                | Barometer                     | Nee                                     |
| SensorCore               | SensorCore                    | Ja                                      |

### Modelvarianten
| Naam     | 650                | 650             | 650                            | 650 DS                               |
| Model    | RM-1150            | RM-1152         | RM-1153                        | RM-1154                              |
| -------- | ------------------ | --------------- | ------------------------------ | ------------------------------------ |
| Regio    | Amerika            | Globaal         | Azië-Pacific                   | Globaal                              |
| 3G       | Band 1/2/4/5/8     | Band 1/5/8      | Band 1/2/4/5/8                 | Band 1/2/4/5/8                       |
| 4G       | Band 2/4/5/7/12/28 | Band 1/3/7/8/20 | Band 1/2/3/4/5/7/8/20/28/38/41 | Band 1/2/3/4/5/7/8/20/28/38/39/40/41 |
| NFC      | Ja                 | Ja              | Ja                             | Ja                                   |
| DTV      | Nee                | Nee             | Nee                            | Nee                                  |
| Dual Sim | Nee                | Nee             | Nee                            | Ja                                   |